# Gary Lineker
Gary Winston Lineker (n. 30 noiembrie 1960, Leicester, Anglia, Regatul Unit) este un fost jucător englez de fotbal, acum comentator sportiv pentru BBC și Eredivisie Live. A rămas cel mai bun marcator al Angliei la Campionatele Mondiale, cu 10 goluri.
Citat din Gary Lineker: "Fotbalul este un sport în care 22 de oameni aleargă după minge, iar in final germanii câștigă mereu!".